# رئیس ستاد کل نیروهای مسلح عراق
رئیس ستاد کل نیروهای مسلح عراق (انگلیسی: Chief of the General Staff) ارشدترین جایگاه در نیروهای مسلح عراق است، که توسط نخست وزیر عراق در جایگاه فرمانده کل قوا، منصوب می‌شود. این سمت نخستین بار در سال ۱۹۲۱ تعریف شد و نخستین رئیس ستاد کل، نوری سعید بود. از ۸ ژوئن ۲۰۲۰ ارتشبد عبدالامیر یارالله ریاست ستاد کل نیروهای مسلح عراق را برعهده دارد.